# Iris assadiana
Iris assadiana är en irisväxtart som beskrevs av Chaudhary, G.Kirkw. och C.Weymouth. Iris assadiana ingår i släktet irisar, och familjen irisväxter.
Artens utbredningsområde är Syrien. Inga underarter finns listade i Catalogue of Life.